# 道の駅倶利伽羅 源平の郷

「火牛の計」像

道の駅倶利伽羅 源平の郷（みちのえき くりから げんぺいのさと）は、石川県河北郡津幡町字竹橋西（たけのはしにし）にある石川県道215号森本津幡線の道の駅である。

## 施設
- 駐車場
  - 普通車：62台[5]
  - 大型車：5台[5]
  - 身障者用：4台[5]
- トイレ
  - 男：大 6器、小 11器
  - 女：9器
  - 身障者用：2器
- 竹橋口（歴史資料館）[2][4]
- 倶利伽羅塾（宿泊研修施設）
  - 売店・ロビー（7:30 - 21:00）[5]
  - 源平茶屋（レストラン、11:30 - 19:30）[5]
  - 入浴施設「源平の湯」（平日 10:00 - 15:00・16:00 - 21:00、土日祝日 10:00 - 21:00、祝日を除く月曜日 16:00 - 21:00）[5]

## 休館日
- 毎週月曜日（祝日の場合は翌日）[5]
- 年末[5]

## アクセス
- 石川県道215号森本津幡線（旧国道8号）[5] - 登録路線
  - 登録時、石川県内では初めて国道8号が登録路線としての道の駅となったが[3]、津幡北バイパスの開通と路線名の変更に伴い登録路線も変更されている。
- IRいしかわ鉄道・西日本旅客鉄道（JR西日本）津幡駅より約10分。
- 北陸自動車道金沢森本ICより約15分。

## 周辺
- 倶利迦羅不動尊
- 倶利伽羅郵便局
- IRいしかわ鉄道IRいしかわ鉄道線 倶利伽羅駅